# Styles we paid for
Styles we paid for is het 32e studioalbum van de Amerikaanse indierockband Guided by Voices. Het album werd uitgebracht op 11 december 2020 en was het derde album van de band in 2020. Travis Harrison verzorgde de productie en het afmixen.

## Productie
Het oorspronkelijke idee was om een analoog album uit te brengen met de naam Before computers. Echter, vanwege een door de coronapandemie opgelegde lockdown zagen de bandleden zich gedwongen om in hun thuisstudio's opnames te maken en de bestanden met elkaar te delen. Het album werd geproduceerd en gemixt in de studio's Magic Door en Serious Business Music, waar ook additionele opnames plaatsvonden.  De mastering vond plaats bij Take Out Vinyl en West West Side Music.

## Ontvangst
Volgens Timothy Monger van AllMusic leverde Guided by Voices met Styles we paid for een onwaarschijnlijke tweede hattrick door in 2020 drie albums uit te brengen. Hij schreef in zijn recensie van het album dat ondanks het feit dat de leden elkaar tijdens de opnames niet konden zien, ze hun hot streak hebben weten voort te zetten. Volgens Monger is het aan producer Travis Harrison te danken dat het album evenwichtig, organisch en spontaan klinkt. Volgens Gary Walker van Guitar.com worden meerdere genres aangedaan op het album. Beide merkten op dat het openingsnummer Megaphone riley, dat over een naamloos boosaardig politiek leider gaat, waarschijnlijk verwijst naar de toenmalige Amerikaanse president Donald Trump.

## Tracklist
Alle muziek en teksten zijn geschreven door Robert Pollard. 
| Nr. | Titel                             | Duur |
| --- | --------------------------------- | ---- |
| 1.  | Megaphone Riley                   | 2:06 |
| 2.  | They don't play the drums anymore | 2:07 |
| 3.  | Slaughterhouse                    | 4:32 |
| 4.  | Endless sea food                  | 2:58 |
| 5.  | Mr. Child                         | 3:22 |
| 6.  | Stops                             | 2:04 |
| 7.  | War of the devils                 | 2:27 |
| 8.  | Electronic windows to nowhere     | 1:57 |
| 9.  | Never abandon ship                | 1:55 |
| 10. | Roll me to heaven                 | 2:16 |
| 11. | In calculus stratagem             | 2:03 |
| 12. | Crash at Lake Placebo             | 2:44 |
| 13. | Liquid kid                        | 3:21 |
| 14. | Time without looking              | 1:42 |
| 15. | When growing was simple           | 2:26 |

## Bezetting
- Robert Pollard, zang
- Doug Gillard, gitaar
- Bobby Bare jr., gitaar
- Mark Shue, bas
- Kevin March, drums